# Шаламунић
Шаламунић је насељено мјесто у Лици, у општини Удбина, Личко-сењска жупанија, Република Хрватска.

## Географија
Налази се у саставу села Бунић. Шаламунић је од Удбине удаљен око 25 км, а од Коренице око 16 км.

## Историја
Шаламунић се од распада Југославије до августа 1995. године налазио у Републици Српској Крајини. До територијалне реорганизације у Хрватској насеље се налазило у саставу бивше велике општине Кореница.

## Становништво
Према попису из 1991. године, насеље Шаламунић је имало 121 становника, међу којима је било 118 Срба, 1 Југословен и 2 осталих. Према попису становништва из 2001. године, насеље је имало 41 становника. Шаламунић је према попису из 2011. године имао 38 становника.
| Националност       | 1991. | 1981. | 1971. | 1961. |
| Срби               | 118   | 137   | 236   | 319   |
| Хрвати             |       | 4     | 3     | 7     |
| Југословени        | 1     | 26    | 3     |       |
| остали и непознато | 2     |       | 2     | 1     |
| Укупно             | 121   | 167   | 244   | 327   |

| Демографија | Демографија | Демографија |
| Година      | Становника  | Становника  |
| ----------- | ----------- | ----------- |
| 1961.       | 327         |             |
| 1971.       | 244         |             |
| 1981.       | 167         |             |
| 1991.       | 121         |             |
| 2001.       | 41          |             |
| 2011.       |             | 38          |